# تاریالان (اوفس)
شهرستان تاریالان (به زبان مغولی: Тариалан сум، [Tarialan sum]؛ ᠲᠠᠷᠢᠶᠠᠯᠠᠩ ᠰᠤᠮᠤ، [tariyalaŋ sumu]) یک شهرستان (سُوم) در مغولستان است که در استان اوفس واقع شده‌است.

## تقسیمات اداری
شهرستان تاریالان متشکل از ۶  قصبه (باغ) می‌باشد، شامل:
- بورغاستای (مغولی: Бургастай баг، [Burgastaj bag]؛ ᠪᠤᠷᠭᠠᠰᠤᠲᠠᠢ ᠪᠠᠭ، [burɣasutai baɣ])
- تاراباغاتای (مغولی: Тарвагатай баг، [Tarvagataj bag]؛ ᠲᠠᠷᠪᠠᠭᠠᠲᠠᠢ ᠪᠠᠭ، [tarbaɣatai baɣ])
- تولی (مغولی: Толь баг، [Tol' bag]؛ ᠲᠣᠯᠢ ᠪᠠᠭ، [toli baɣ])
- خارخیرا (مغولی: Хархираа баг، [Xarxiraa bag]؛ ᠬᠠᠷᠬᠢᠷᠠᠭ᠎ᠠ ᠪᠠᠭ، [qarqiraɣ-a baɣ])
- خوخو (مغولی: Хөхөө баг، [Xöxöö bag]؛ ᠬᠥᠬᠦᠭᠡ ᠪᠠᠭ، [köküge baɣ])
- میانغان (مغولی: Мянган баг، [Mjangan bag]؛ ᠮᠢᠩᠭᠠᠨ ᠪᠠᠭ، [miŋɣan baɣ])